# O-1057
O-1057 je analgetski kanabinoidni derivat koji je kreirala kompanija Organix Inc. za upotrebu u naučnim istraživanjima. Za razliku od većine kanabinoida, on je rastvoran u vodi, što mu daje znatnu prednost u odnosu na srodne kanabinoide. In poseduje umeren afinitet za CB1 i CB2 receptore, sa Ki vrednostima od 8,36 nM na CB1 i 7,95 nM na CB2.